# Poboru
Poboru là một xã thuộc hạt Olt, România. Dân số thời điểm năm 2002 là 2414 người.